# Škoda 1100 OHC

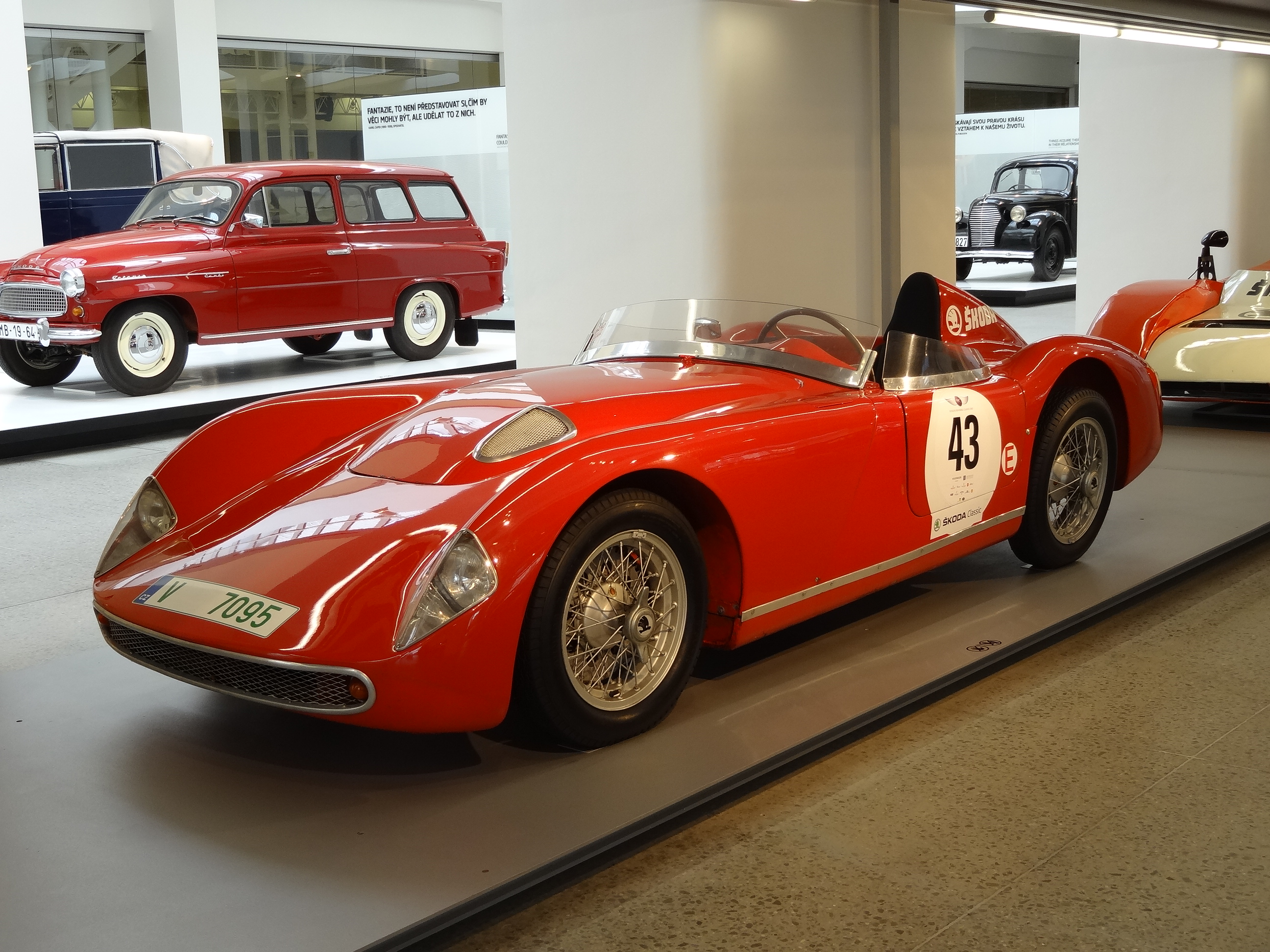
Škoda 1100 OHC Spider ve Škoda Muzeu

Škoda 1100 OHC (typ 968) je sportovní automobil vyráběný společností AZNP v letech 1957–1960. Původně byly vyrobeny 4 kusy, z toho 2 jako Spider a 2 jako Coupé. Další Spider vznikl později smontováním z dílů. Karosérie pro Spider se vyráběla ze sklolaminátu a pro Coupé z hliníku. Motor byl odvozen z typu 938 (Škoda 1101), dostal dva karburátory Jikov, hliníkovou hlavu a ventilový rozvod se změnil na DOHC.

## Technické specifikace
Motor
- Druh: 4taktní, řadový, benzínový, karburačný, vodou chlazený, s rozvodem ventilů DOHC
- Počet válců: 4
- Zdvihový objem: 1089 cm³
- Výkon: 95 k (70 kW) při 7600–7700 ot / min
- Vrtání: 68 mm
- Zdvih: 75 mm

Počet převodových stupňů: 5
Maximální rychlost: 190 km/h
Rozměry
- Délka: 3880 mm
- Šířka: 1430 mm
- Výška: 965–980 mm
- Rozvor: 2200 mm

Hmotnost
- Pohotovostní: 550–620 kg